# Эйнион ап Мор
Эйнион (лат. Engenius, валл. Einion; 450—495) — правитель королевства Эбрук в 470—495 годах.
Стал королём после смерти своего отца Мора ап Конаха. Его брат Артуис стал королём Пеннинов, возвышенностей к западу от Эбрука. Продолжал политику отца и воевал с саксами. В 495 году англы, возглавляемые Ослой, захватили Эбрук. Эйнион погиб тогда.